# Aszóirtás
Aszóirtás (Sohodol), település Romániában, a Partiumban, Bihar megyében.

## Fekvése
A Király-erdőben, a Fekete-Körösbe ömlő Aszó völgyében, Nagyváradtól délkeletre fekvő település.

## Története
Aszóirtás nevét 1552-ben említette először oklevél Lazwr, Kyszohoda néven.
1692-ben Szohodol, 1888-ban Szohodol-Lázur, 1913-ban Aszóirtás néven írták. 
A falu a 18. században a váradi püspökség telepítő román vajdáinak emberei lakták. 
1910-ben 1368 lakosából 1355 román, 13 magyar volt. Ebből 1355 görögkeleti ortodox volt.
A trianoni békeszerződés előtt Bihar vármegye Belényesi járásához tartozott.